# Egyiptomi Szent Mária
Egyiptomi Mária (Alexandria, 344 – Palesztina, 421) egy egyiptomi  szent, aki a késő ókorban vagy a kora középkorban Palesztinában lakott. Sivatagi anyaként tisztelik a keleti ortodox és kopt egyházakban. A római katolikus egyház a bűnbánók védőszentjeként emlékezik rá.
Élete hagiográfiai elbeszéléséből ismert, amelyet a jeruzsálemi Sophronius írt a 7. században.

## Élete

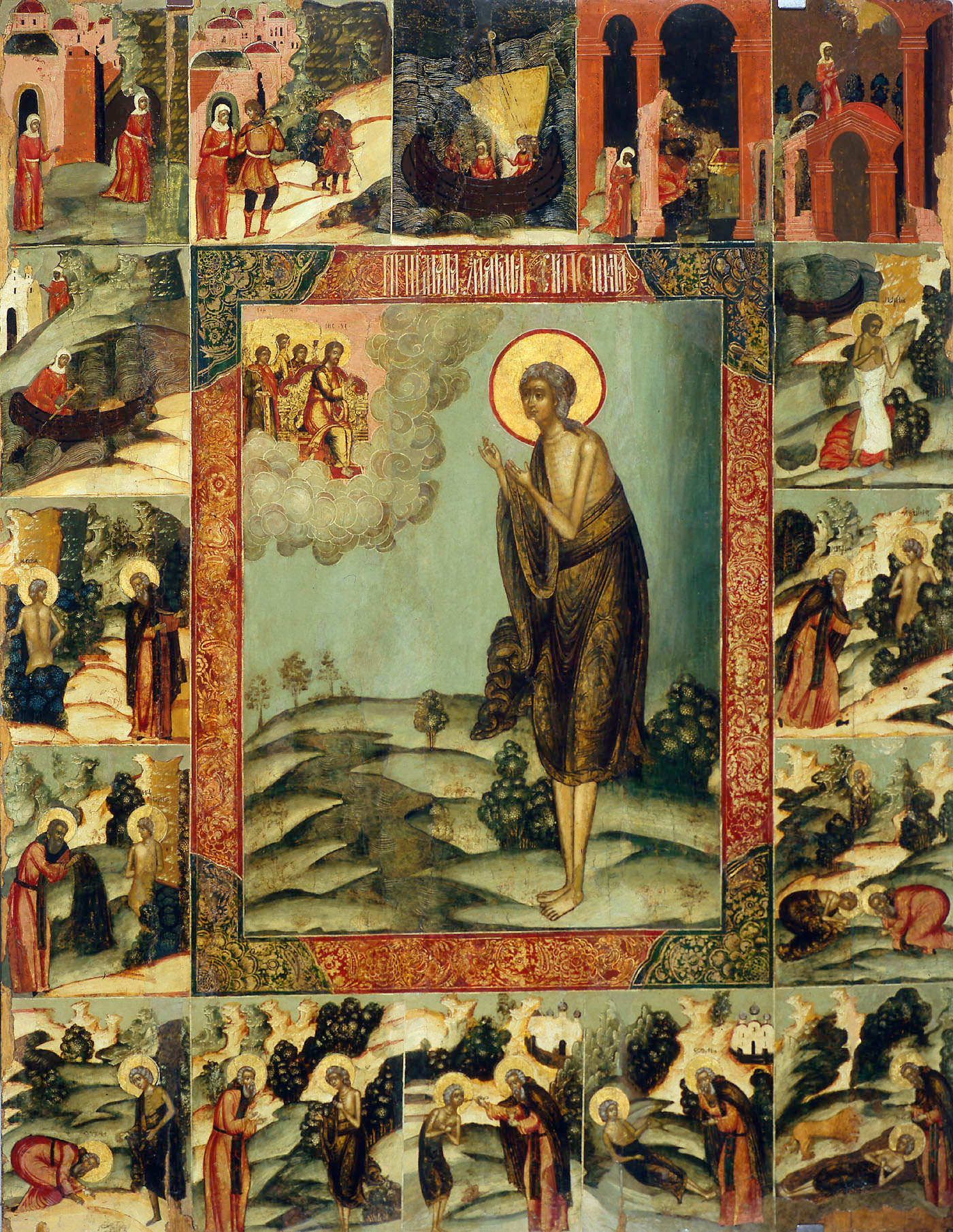
Egyiptomi Szent Mária ikonja, élete jeleneteivel körülvéve (17. század, Beliy Gorod).

Az Egyiptomi Szent Mária életét bemutató elbeszélés forrása Sophronius jeruzsálemi pátriárka (634–638) életrajza (Vita) .
Egyiptomi Mária Egyiptom tartományában született, és tizenkét évesen szökött szüleitől Alexandria városába . Életrajzában az áll, hogy mivel "telhetetlen és elfojthatatlan szenvedély hajtotta" sokakkal szexuális kapcsolatot folytatott és főként koldulásból élt, amit lenfonással egészített ki.
Tizenhét év után Jeruzsálembe utazott a Szent Kereszt felmagasztalásának nagy ünnepére. Az utazástól azt remélte, hogy a jeruzsálemi zarándok tömegben még több partnert talál vágyai kielégítésére. Azzal fizetett az útért, hogy szexuális szívességeket ajánlott fel más zarándokoknak, és rövid ideig folytatta is szokásos életmódját Jeruzsálemben. Mivel a legtöbben a Szent Sír-templomba igyekeztek Mária is megpróbált oda bemenni, azonban amikor a templom küszöbéhez ért valami láthatatlan erő megakadályozta abban, hogy belépjen. Mivel azt gondolta, csak a tömeg rántotta őt vissza, még erőszakosabban próbálta átlépni a küszöböt. Azonban hiába küzdött teljes erejével, mindig a templomon kívül találta magát, míg mindenki más nehézség nélkül bejutott. Rájött, hogy ez tisztátalansága miatt történhetett, lelkiismeret-furdalás támadt benne, felnézett és amikor a templom bejáratánál meglátta a Theotokos ( Szűz Mária ) ikont, bocsánatért esedezett, és megígérte, hogy szakít korábbi életével és aszkétává válik. Ez után az ígérettétel után ismét megpróbált belépni a templomba, és ezúttal be is jutott. Miután lerótta hódolatát az Igaz Kereszt ereklyéjénél, visszatért az ikonhoz, hogy hálát adjon, és egy hangot hallott, amely azt mondta neki: "Ha átkelsz a Jordánon, csodálatos nyugalmat találsz." Azonnal a Jordán folyó partján lévő Keresztelő Szent János kolostorba sietett, ahol feloldozást, majd szentáldozást kapott. Másnap reggel átkelt a Jordánon kelet felé, a sivatagba, hogy élete hátralevő részét bűnbánó remeteként élje le. Mindössze három kenyeret vitt magával, és miután azok elfogytak, csak abból élt, amit a vadonban talált.
47 év után a palesztinai Zoszimas talált rá az aszketikus életben megöregedett szentéletű asszonyra.Mária teljesen meztelen volt amikor Zoszimas találkozott vele a sivatagban és arra kérte a szerzetest, hogy dobja oda neki a köpenyét mielőtt közelebb merészkedett volna hozzá. Ezután elmesélte neki élettörténetét. Megkérte, hogy a következő év nagycsütörtökén találkozzon vele a Jordán partján, és hozzon neki szentáldozást. Amikor az idős szerzetes teljesítette kívánságát, Mária a vízen sétálva kelt át a folyón, és szentáldozást kapott. Megegyeztek, hogy a következő nagyböjtben találkoznak a sivatagban.
A következő évben Zoszimas ugyanarra a helyre ment, ahol először találkozott Máriával, mintegy húsz napnyi gyalogútra a kolostorától. Ott találta a szentet holtan fekve; mellette a homokba írva egy felirat szerint azon az éjszakán halt meg, amikor úrvacsorát adott neki. Romlatlan testét egy oroszlán segítségével Zoszimas eltemette. Kolostorába visszatérve, elmesélte Mária élettörténetét a többi testvérnek, akik szóbeli hagyományként megőrizték, és Sophronius később lejegyezte.

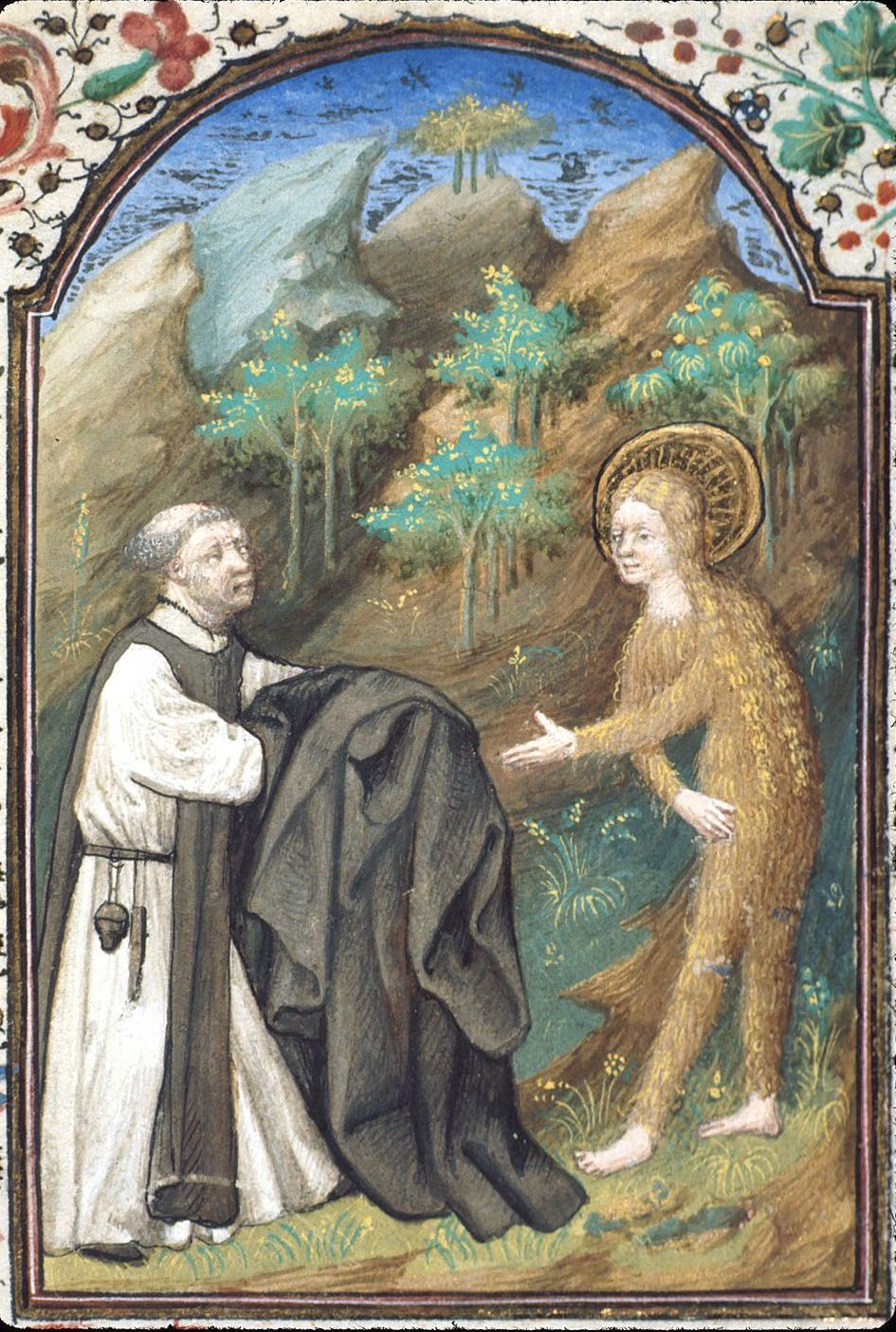
Szent Zosimas átnyújtja köpenyét Egyiptomi Máriának - 15. századi francia festmény(British Library)

### Templomok
Számos templom és kápolna van egyiptomi Szent Máriának szentelve, köztük:
- Portunus temploma ( Santa Maria Egiziaca, Róma )
- Santa Maria Egiziaca a Forcella templom, Nápoly
- Santa Maria Egiziaca és Pizzofalcone templom, Nápoly
- Egyiptomi Szent Mária kápolna, Wawel kastély, Krakkó, Lengyelország
- Kápolna a jeruzsálemi Szent Sír-templomban, amely megtérésének helyszínére állít emléket.

### Barlang
A barlang, ahol Egyiptom Mária megtérése után hátralévő életét töltötte, zarándokhelyként látogatható.

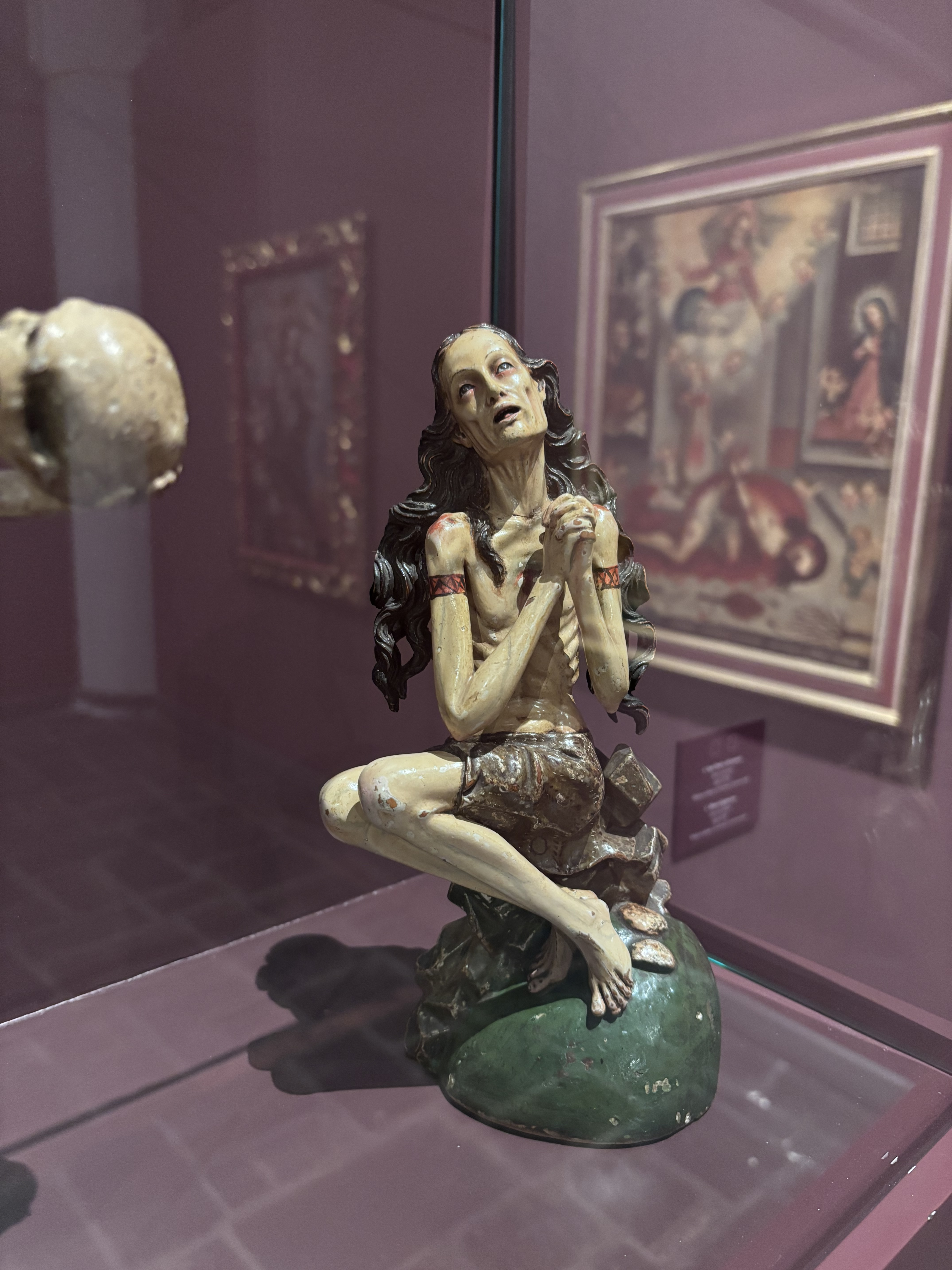
Egyiptomi Mária (névtelen, XVI. század). Ecuadori Nemzeti Múzeum, Quito.